# Krzak’i
Krzak’i – studyjny album zespołu Krzak, wydany w 1983 roku. Na płycie oprócz muzyków Krzaka zagrali także specjalnie zaproszeni goście, m.in. Kacper Krzak, Ryszard Riedel, Jorgos Skolias, Wojciech Karolak, Krzesimir Dębski, Apostolis Anthimos. Album zarejestrowano w warszawskim studiu Tonpress KAW na przełomie listopada i grudnia 1982.
W 1991 roku wytwórnia Polton wydała album na CD.
W 2005 roku wytwórnia Metal Mind Productions, wydała drugą reedycję tego albumu, opatrzoną 3 bonusowymi nagraniami.

## Lista utworów

### Wydanie oryginalne z 1983 (LP) i 1991 (CD)
Strona A
1. „Biała myszka” (Ryszard Tyl – Stanisław Ignacy Witkiewicz) – 0:50
2. „Lista kowbojów” (Leszek Winder – L. Falkowska) – 6:45
3. „Płynny owoc” (Mirosław Rzepa) – 0:40
4. „Kim jesteś – listonoszem?” (Leszek Winder – Jorgos Skolias) – 5:40
5. „Blady jak sól” (F. Eyton, J.W. Green, Edward Heyman, R. Sour) – 0:40
6. „Come On – Część I” (Leszek Dranicki, Jerzy Kawalec, Andrzej Ryszka, Jorgos Skolias, Leszek Winder – Leszek Dranicki) – 5:50
7. „Początek końca, czyli trawa na śniadanie” (Ryszard Skibiński, Leszek Winder) – 1:05

Strona B
1. „Come On – Część II” (Leszek Dranicki, Jerzy Kawalec, Andrzej Ryszka, Jorgos Skolias, Leszek Winder – Leszek Dranicki) – 2:55
2. „Kosma” (Jorgos Skolias – Jorgos Skolias) – 0:50
3. „Heartbreaker Girl” (Leszek Winder – L. Falkowska, Jorgos Skolias) – 8:25
4. „Ryba” (Andrzej Ryszka)  – 0:50
5. „Blues dla nieobecnych” (Leszek Winder – J. Nowicki) – 7:10
6. „Pije Kuba wśród nocnej ciszy” (trad.) – 0:50

### Wydanie z 2005
1. „Początek końca, czyli trawa na śniadanie” – 1:05
2. „Lista kowbojów” – 6:45
3. „Płynny owoc” – 0:40
4. „Kim jesteś – listonoszem?” – 5:40
5. „Blady jak sól” – 0:40
6. „Come On” – 8:40
7. „Kosma” – 0:50
8. „Heartbreaker Girl” – 8:25
9. „Ryba” – 0:50
10. „Blues dla nieobecnych” – 7:10
11. „Pije Kuba wśród nocnej ciszy” – 0:50

Bonusy (wyd. Metal Mind Productions)
1. „Kierunkowy 5074” – 5:00
2. „Kim jesteś - listonoszem?” – 6:00
3. „Heartbreaker Girl” – 7:35

## Skład
- Apostolis Anthimos – gitara, gitara basowa, instrumenty perkusyjne
- Leszek Dranicki – gitara, śpiew
- Jerzy Kawalec – gitara basowa, gitara, instrumenty perkusyjne, syntezator, śpiew
- Andrzej Ryszka – perkusja, instrumenty perkusyjne, gitara basowa, śpiew
- Ryszard Skibiński – harmonijka ustna, śpiew
- Jerzy „Jorgos” Skolias – śpiew, instrumenty perkusyjne
- Leszek Winder – gitara, śpiew
- Ryszard Tyl – gitara,  śpiew

### Gościnnie
- Krzesimir Dębski – skrzypce
- Wojciech Karolak – organy
- Ryszard Riedel – śpiew
- Marek Kapłon – perkusja
- Mirosław Rzepa – gitara
- Józef Skrzek – instrumenty klawiszowe (reedycja, 2005)